# The Exies
The Exies sind eine US-amerikanische Rockband aus Los Angeles, Kalifornien. Der Name der Band, „The Exies“, ist die Kurzform von „The Existentialists“.
Die Band wurde 1997 gegründet. Sie stehen bei Virgin Records unter Vertrag.

## Geschichte
The Exies wurden 1997 gegründet, als der Sänger und Gitarrist Scott Stevens den Bassisten Freddy Herrera und den Schlagzeuger Thom Sullivan angeworben hat, um eine neue Gruppe zu bilden. Stevens’ Freund Chris Skane war zu Beginn als Gitarrist bei der Band, verließ diese aber und wurde durch David Walsh ersetzt.
Stevens wählte den Namen „The Exies“ in Anlehnung an eine biografische Angabe John Lennons auf Rockline (11/9/2002).
Die Band veröffentlichte ihr Debüt-Album im Jahr 2000 bei Ultimatum Records und veranstaltete eine Tour. Dabei erhielten sie die Aufmerksamkeit des Musikproduzenten Matt Serletic, der ihren Vertrag von ihrem Indie-Label kaufte.
Thom Sullivan verließ die Band im September 2000 und wurde durch Dennis Wolfe ersetzt. Im August 2002 begann die Band eine weitere Tour.

## Diskografie
Alben
- 2000: The Exies
- 2003: Inertia
- 2004: Head for the Door
- 2007: A Modern Way of Living with the Truth

Singles
- 2002: My Goddess
- 2003: Kickout
- 2004: Ugly
- 2005: What You Deserve
- 2005: Hey You
- 2007: Different Than You